# こんなところに居たのかやっと見つけたよ
『こんなところに居たのかやっと見つけたよ』（こんなところにいたのかやっとみつけたよ）は、クリープハイプのメジャー7作目のオリジナル・アルバム。2024年12月4日にユニバーサルシグマから発売された。

## 概要
オリジナル・アルバムとしては前作『夜にしがみついて、朝で溶かして』から約3年ぶりのリリース。配信限定シングル「青梅」「I」「喉仏」「あと5秒」を含む全15曲を収録。

## 収録曲
作詞・作曲：尾崎世界観（8のみ長谷川カオナシ）

### CD
1. ままごと
2. 人と人と人と人
先行配信。FM802との楽曲制作プロジェクト「ROCK KIDS 802-OCHIKEN Goes ON!!-×大阪ステーションシティ Sound Scape」で代表曲『栞』ぶりのコラボ楽曲となる。
3. 青梅
配信限定シングル。
マッチングアプリ『Pairs』「本命ならペアーズ」web CMソング
4. 生レバ
DMM TVオリジナルドラマ「外道の歌」主題歌。
5. I
配信限定シングル。
空音との共作『どうせ、愛だ』をクリープハイプなりに解釈して作り替えた曲。
6. インタビュー
Lemino『NumberTV』テーマソング。
7. べつに有名人でもないのに
8. 星にでも願ってろ
アルバム恒例の長谷川カオナシ曲。
アニメ「ぽちゃーズ」主題歌。
9. dmrks
10. 喉仏
配信限定シングル。
MBS/TBS ドラマイズム「滅相も無い」主題歌
11. 本屋の
12. センチメンタルママ
13. もうおしまいだよさようなら
「トム・ブラウンのニッポン放送圧縮計画」エンディングテーマ
14. あと5秒
配信限定シングル。
15. 天の声
短編映画「変な声」主題歌。本作のリードトラック。

### Blu-ray
- 短編映画「変な声」
- 短編映画「変な声」メイキング映像